# 托氏副非鯽
托氏副非鯽，為輻鰭魚綱鱸形目隆頭魚亞目慈鯛科的其中一種，分布於非洲剛果河Kasai流域，為特有種，體長可達15公分，棲息在底中層水域，生活習性不明。